# Pohnsdorf
Pohnsdorf ist eine Gemeinde im Kreis Plön in Schleswig-Holstein. Zu Pohnsdorf gehören die Orte Hohenhorst, Hörnsee-Kronsredder, Neuwühren I, II und III, Oha, Pohnsdorferfeld, Pohnsdorfer Stauung, Rönnerholz, Sieversdorf und Tannenredder. In der Gemeinde befinden sich mehrere Hünengräber und die Schwedenschanze.

## Geografie und Verkehr
Pohnsdorf liegt etwa einen Kilometer westlich von Preetz am Postsee. Zur Gemeinde gehören sowohl der Vogelsang als auch das Rönner Gehege und das Naturschutzgebiet Pohnsdorfer Stauung auf der Fläche von inzwischen stillgelegten landwirtschaftlichen Betrieben. Der Süden des Vogelsang wurde im Jahre 2004 zum europäischen NATURA 2000-Schutzgebiet FFH-Gebiet Klosterforst Preetz erklärt. Auch ein ausgedehntes Waldgebiet liegt im Gemeindegebiet, der Klosterforst Preetz. Von 1910 bis 1930 war Sieversdorf Bahnstation der Kleinbahn Kirchbarkau–Preetz–Lütjenburg.

## Geschichte
Pohnsdorf wurde erstmals 1286 als Ponathesthorp erwähnt. 1807 wurden die Bauern der Ortschaft, nach Abschaffung der Leibeigenschaft, selbständig.

## Politik

### Gemeindevertretung
Bei der Kommunalwahl am 14. Mai 2023 wurden insgesamt neun Sitze vergeben. Von diesen erhielt die Kommunale Wählergemeinschaft Pohnsdorf fünf Sitze und die CDU vier Sitze.

### Wappen
Blasonierung: „In Silber ein breiter, mit einem unten verstutzten silbernen Abtstab belegter blauer Wellenpfahl, begleitet vorn von einer roten Ähre, hinten von drei roten Buchenblättern pfahlweise, von denen die unteren die jeweils oberen schuppenartig überdecken.“

## Wirtschaft
Wie in vielen anderen Orten der Umgebung sinkt auch in Pohnsdorf die Zahl der Landwirte beständig. Von 1956 bis 1999 wurde auf der Fläche der Gemeinde Erdöl gefördert. 2016 hat die Firma DEA die Bewilligung für das Erdölfeld zurückgegeben.